# Sien-feng
Sien-feng (咸豐; 17. července 1831 – 22. srpna 1861), rodné jméno I-ču (奕詝), byl osmým císařem dynastie Čching a sedmým císařem dynastie Čching, který vládl nad vlastní Čínou. Panoval v letech 1850 až 1861. Za jeho vlády zažila dynastie Čching několik válek a povstání, včetně povstání tchaj-pchingů, povstání nienů a druhou opiovou válku. Byl posledním čínským císařem, který měl úplnou výkonnou vládnoucí moc. Po jeho smrti ovládla Čínu císařovna vdova Cch’-si.